# Амос Дарагон
Амос Дарагон (на френски: Amos Daragon) е поредица от книги, написана от френско-канадския фентъзи писател Брайън Перо. Поредицата съдържа 12 книги, които разказват за приключенията на младежа Амос Дарагон, който става „пазител на маските“, след като открива умираща морска сирена в една пещера. Тази сирена се казва Кривания. Тя дава на Амос един тризъбец. Казва му да вземе и един бял камък. Амос трябва да отиде в гората Тарказис и да каже на кралицата Гуенфадрил, че е избран за пазител на маските от сирената. Трябва да каже също, че кралството на Кривания е паднало в ръцете на мерените. Тя информира Амос, че човешките легенди не са верни. Легендите са, че сирените омагьосват моряците и след това ги хвърлят в морето. Тя казва че мерените действат по този начин. Той трябва да събере маските на четирите елемента на земята – земя, вода, въздух и огън и 16-те им камъка. Заедно със своя приятел беорит (човек-мечка) Беорф, той тръгва да изпълнява мисията си.

## Книги
- Пазителят на маските (2003)
- Ключът на Браха (2003)
- Залезът на боговете (2003)
- Проклятието на Фрея (2003)
- Кулата Ал Баб (2003)
- Гневът на Енки (2004)
- Пътуване до ада (2006)
- Градът на Пегас (2005)
- Златното руно (2005)
- Големият кръстоносен поход (2005)
- Маската на етера (2006)
- Крахът на боговете (2006)